# Boxing (film, 1892)
Pour plus de détails, voir Fiche technique et Distribution.
Boxing est un film américain muet et en noir et blanc sorti en 1892 et produit par William Kennedy Laurie Dickson.